# Sparassoidea
Sparassoidea è una  superfamiglia di aracnidi araneomorfi che comprende una sola famiglia:
- Sparassidae BERTKAU, 1872